# Sparkasse Kufstein
Die Sparkasse Kufstein ist ein Tiroler Bankunternehmen mit Sitz in Kufstein und als eigenständige und eigentümerlose Sparkasse Teil der Sparkassengruppe in Österreich. Seit Gründung im Jahr 1877 ist sie eine Vereinssparkasse. Sie ist Mitglied des Kooperations- und Haftungsverbundes der österreichischen Sparkassen und des Österreichischen Sparkassenverbands.

## Gründungsgeschichte
Engagierte Kufsteiner Bürger griffen 1875 die Idee einer Sparkassengründung auf. Der Beschluss des Bürgerausschusses der Stadt vom 18. Dezember 1875, eine städtische Sparkasse zu gründen, wurde allerdings nicht verwirklicht. Alternativ erwog man die Gründung einer Vereinssparkasse.
Im Jahr 1876 fand sich ein Komitee aus Bürgern unter der Führung von Bürgermeister Georg Anker zusammen, um die Gründung einer Vereinssparkasse voranzutreiben. Die vom Bürgerausschuss eingereichte Satzung wurde vom Ministerium des Inneren mit Erlass vom 17. Oktober bzw. 27. Oktober 1877 genehmigt. Am 14. November fand unter Vorsitz von Bürgermeister Georg Anker die Gründungsversammlung statt. Bei dieser erlegten die Mitglieder einen Garantiefonds von insgesamt 25.000 Gulden, bestehend aus 125 Anteilen zu je 200 Gulden. Damit war der Verein der Sparkasse Kufstein am 14. November 1877 geboren. Der Zinsfuß auf Spareinlagen betrug 4 %. Die Darlehen wurden mit 5 % innerhalb Tirols, bzw. zu 6 % auswärts verzinst. Die Kassentage waren mit Montag, Donnerstag und Samstag jeweils von 9–12 Uhr festgelegt.
Am 3. Dezember 1877 öffnete die Sparkasse Kufstein als erstes Geldinstitut des Bezirks ihre Tore – damals im ersten Stock des ehemaligen Wirtshauses „Traube“ (heute das Rathaus) am Unteren Stadtplatz, in den Räumen, die Johann Stenzl sen. als erster Direktor zur Verfügung stellte. Als zweiter Direktor stand ihm Bürgermeister Georg Anker, als 1. Stellvertreter der Zementfabrikant Alois Kraft zur Seite. Die erste Einlage – ein Betrag von 250 Gulden – wurde von Sebastian Anker, Schreierbauer in Kufstein getätigt. Seinem Beispiel folgten viele, sodass bereits nach einem Monat 7.000 Gulden erreicht waren. Zum Ende des ersten Geschäftsjahres 1878 betrug der Einlagenstand 103.412 Gulden. Dieses erste Jahr wurde mit einem Überschuss von 4.713 Gulden beschlossen.

## Bauliche Entwicklung der Hauptanstalt

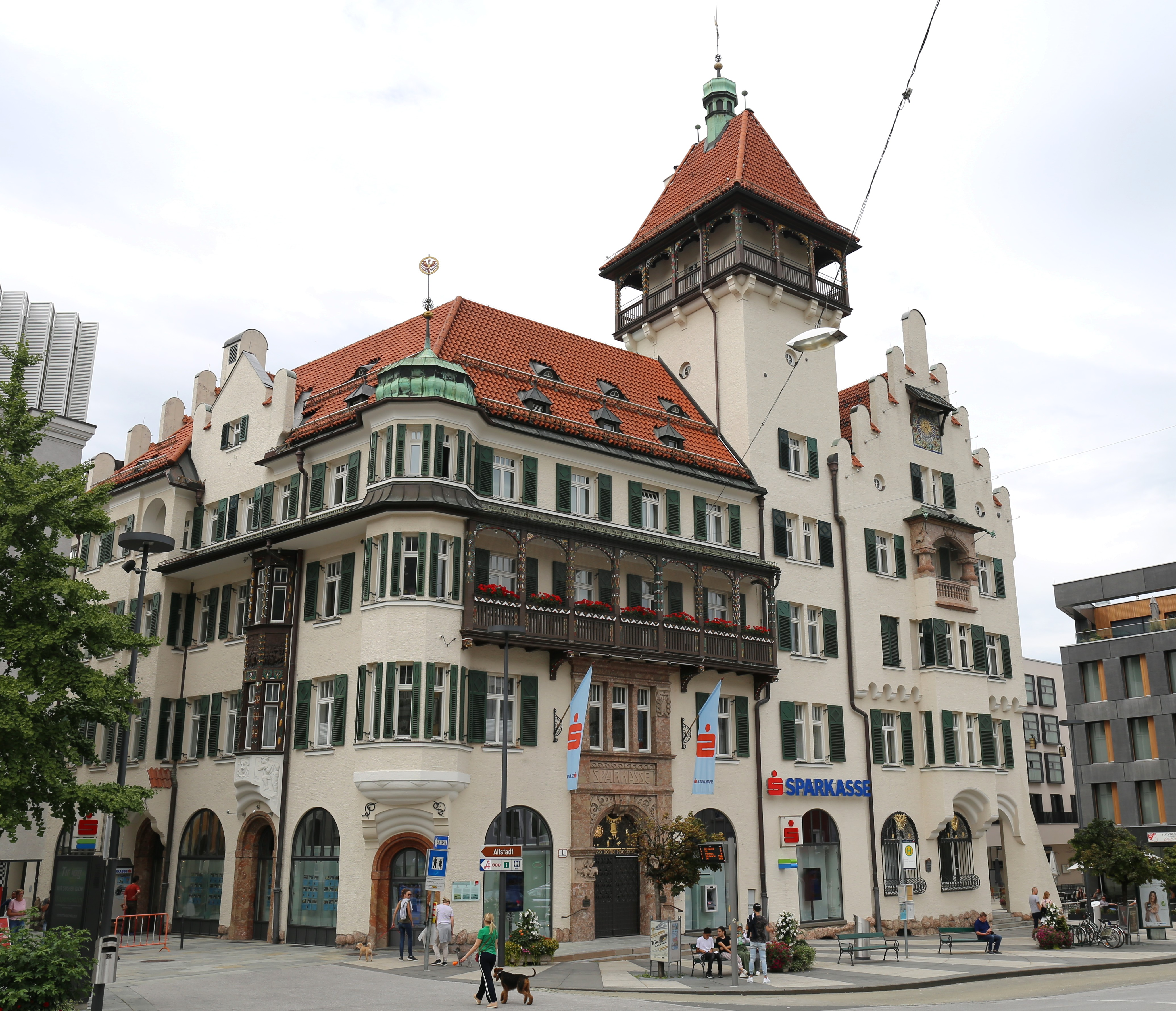
Gebäude am Oberen Stadtplatz

Von 1877 bis 1907 war der Sitz der Sparkasse im 1. Stock des ehemaligen Traubenwirtshauses, Unterer Stadtplatz Nr. 24. Am 30. November 1907 wurde das eigene Sparkassengebäude am Oberen Stadtplatz Nr. 1 bezogen. Dieses außergewöhnliche Gebäude, das auch heute noch das Bild des Oberen Stadtplatzes prägt, wurde nach den Plänen des Chemnitzer Architekten Wenzel Bürger errichtet, die aus einem Architektenwettbewerb hervorgingen. Von 1994 bis 1996 sowie 2011 und zuletzt im Jahr 2018 erfolgten Erweiterungs- bzw. Umbaumaßnahmen.

## Wichtige Ereignisse
Nach Gründung des Sparkassen-Vereins und Aufnahme des Geschäftsbetriebes im Jahr 1877 konnte sich die Sparkasse Kufstein eines respektablen Wachstums erfreuen. Bis 1890 entwickelte sie sich zum „Zentralinstitut“ für zahlreiche Tiroler Spar- und Vorsorgekassen. 1890 beschloss man, am bargeldlosen Postscheckverkehr teilzunehmen. Die Rückzahlung des bei der Gründung errichteten Garantiefonds in Höhe von 25.000 Gulden erfolgte im Jahr 1891. Und mit dem Erreichen des geforderten Reservefonds im Ausmaß von 5 % der Einlagen bestand 1893 erstmals die Möglichkeit, dem Gemeinwohlauftrag mit Spenden aus dem Gewinn nachzukommen.
Anlässlich des 1. Internationalen Sparkassen-Kongresses in Mailand wurde im Jahr 1924 die Einführung eines Weltspartages am 31. Oktober, beginnend mit dem Folgejahr, beschlossen. Im Jahr 1939 wurde der Giroverkehr eingeführt und die Sparkasse Kufstein wagte im gleichen Jahr den Schritt zur Gründung ihrer ersten Filiale. Sie mietete in der Salzburger Straße Geschäftsräume, um auch in Wörgl ihre Dienste anzubieten. Im Jahr 1955 war die Sparkassenbilanz mit dem Rekonstruktionsgesetz vom 8. September 1955 für den Zeitraum von 1945 bis 1954 zu einem 10 Jahres-Abschluss zusammenzufassen. Der Weltspartag wurde 1956 wieder eingeführt und erhielt mit dem „Sparefroh“ ein neues Symbol. Das elektronische Zeitalter hielt 1971 Einzug. Das gesamte Rechnungswesen der Sparkasse wurde auf EDV umgestellt. Nach einem einjährigen Umbau im Sparkassengebäude am Oberen Stadtplatz zog die Sparkasse erstmals seit ihrer Gründung in ebenerdige Geschäftsräume ein. Die gute Entwicklung des Sparkasseninstituts, aber auch des Standortes in Wörgl, erlaubten es, die inzwischen 33 Jahre alte Filiale in der Salzburger Straße aufzulassen und in der Speckbacher Straße ein eigenes Sparkassengebäude zu errichten. Die neue Sparkasse in Wörgl wurde 1973 in Betrieb genommen und eröffnet. Viele weitere Filialen sollten folgen: Kundl und Kirchbichl (1974/75), Ellmau (1978), Söll (1979), Walchsee und Wildschönau (1982), Ebbs (1983), Kufstein/Zell (1986), Niederndorf (1988), Bad Häring (1989), Thiersee (1991), Kufstein/Sparchen (1992), Kufstein/Endach (1993), Kufstein/Bezirkskrankenhaus (1999), Wörgl/Brixentaler Straße (2007), Langkampfen (2010) und Kössen-Schwendt (2014).
Im Jahr 1979 erhielt die Sparkasse Kufstein durch das neue Sparkassengesetz den Status einer Universalbank. 1982 wurde der erste Bankomat in Kufstein aufgestellt, im Jahr danach die erste Selbstbedienungszone eingerichtet. Im April 2003 erwarb die Sparkasse das Nachbargebäude, die sog. „Klammer“-Liegenschaft. Damit war die Grundlage für eine Erweiterung der Hauptanstalt geschaffen. Im Zuge der verstärkten Sektor-Zusammenarbeit wurde 2004 die Erste Bank-Filiale in Kufstein gekauft und Ende 2004 erfolgreich in die Sparkasse Kufstein eingegliedert. Die Sparkasse Kufstein trat Anfang Dezember 2008 dem Sparkassenhaftungsverbund bei. Am 24. Oktober 2011 wurde der Um- und Erweiterungsbau des Sparkassengebäudes am Oberen Stadtplatz feierlich eröffnet. Für das Jahr des 140-jährigen Bestehens konnte die Sparkasse Kufstein 2017 bei Einlagen und Finanzierungen neue Spitzenwerte verzeichnen. Die Gesamtkapitalquote erreichte per 31. Dezember 2017 mit erstmals über 28 % ihre bisher höchste Ausprägung. Die Tiroler Landesregierung verlieh am 1. Dezember 2017 der Sparkasse Kufstein in Anerkennung ihrer wirtschaftlichen Bedeutung das Recht zur Führung des Tiroler Landeswappens im geschäftlichen Verkehr.

## Zahlen und Fakten per 31. Dezember 2023
- Bilanzsumme: EUR 2,763 Mrd.
- Kunden-Ausleihungen: EUR 2,214 Mrd.
- Kunden-Einlagen: EUR 1,968 Mrd.
- Ergebnis der gewöhnlichen Geschäftstätigkeit (EGT): EUR 41,49 Mio.
- Eigenmittel: EUR 364,4 Mio.
- Gesamtkapitalquote: 28,64 %
- Harte Kernkapitalquote: 28,14 %

## Wahrnehmung gesellschaftlicher Verantwortung
Die Sparkasse Kufstein unterstützt als eigentümerlose, dem Gemeinwohl verpflichtete Vereinssparkasse satzungsgemäß das regionale Vereinswesen, das kulturelle Geschehen sowie soziale und karitative Initiativen in ihrem Einzugsgebiet. Im Bildungsbereich gibt es langjährige Kooperationen mit der Fachhochschule Kufstein Tirol, der International School Kufstein Tirol sowie Partnerschaften mit Schulen des Bezirks. Die Sparkasse Kufstein ist Mitglied der Innovationsplattform Kufstein (i.ku), einem Netzwerk aus Vertretern der Wirtschaft, Wissenschaft und Politik.
Seit nunmehr 145 Jahren gibt es die Sponsoring-Partnerschaft mit dem Alpenverein Kufstein, mit über 5000 Mitgliedern der größte Verein des Bezirks. Gemeinsam mit der Sparkasse Rattenberg besteht seit Jahrzehnten das Sponsoring des alpinen Bezirksski-Cups. Über 50 Jahre gibt es bereits die Kooperation mit dem Tennisclub Sparkasse Kufstein und die Schülerligen Fußball und Volleyball. Als Haupt- und Namenssponsor wird u. a. mit dem Internationalen Sparkasse Bambini-Cup (nunmehr Austrian Youth Open Kufstein – AYOK) eines der bedeutendsten Jugend-Tennisturniere Europas unterstützt. Im Rahmen der Erste Bank und Sparkasse Running-Initiative fördert die Sparkasse Kufstein Laufsportveranstaltungen wie z. B. den Kaiserwinkl-Halbmarathon. Der Radsport erfährt insbesondere über die Kooperation mit dem Tourismusverband Kufsteinerland Unterstützung.
Es besteht eine langjährige Partnerschaft mit dem Kufsteiner Kulturverein „Wunderlich“, der Kabarett-, Musik- und Kleinkunstveranstaltungen organisiert. Ferner werden Veranstaltungen der Festung Kufstein und die klassische Gesangsausbildung im Rahmen der Academia Vocalis unterstützt. Im Bereich Soziales und Karitatives liegt der Schwerpunkt der Unterstützung im Rettungswesen, bei Rotem Kreuz, Berg- und Wasserrettung sowie der Freiwilligen Feuerwehr. Es gibt eine langjährige Zusammenarbeit mit dem Bezirkskrankenhaus Kufstein, der Krankenpflegeschule sowie mit verschiedenen Gesundheits- und Sozialsprengel, aber auch mit Service-Clubs der Region (Lions, Kiwanis, Rotary, Soroptimist u. a.).